# Banda (Kentzou)
Pour les articles homonymes, voir Banda.
Banda est un village du Cameroun situé dans la commune de Kentzou (département de la Kadey, région de l'Est).

## Population
Selon le recensement réalisé en 2005, le village comptait 387 habitants, dont 187 femmes et 200 hommes.